# Agatha Award/Beste Kurzgeschichte
Beste Kurzgeschichte (englisch Best Short Story) ist eine der sechs regulären Kategorien, in denen der amerikanische Literaturpreis Agatha Award von der Malice Domestic Ltd. vergeben wird. Der Preis in dieser Kategorie wird seit 1989 jährlich verliehen; er zeichnet die beste im Vorjahr erschienene Kurzgeschichte eines Autors aus dem Mystery-Genre, die sich an den Werken der bekannten britischen Kriminalschriftstellerin Agatha Christie (1890–1976) orientiert, aus. Die Kurzgeschichte muss im Vorjahr erstmals in einer Anthologie veröffentlicht worden sein. Am erfolgreichsten in dieser Kategorie sind Dana Cameron (2009, 2012 und 2013), Art Taylor (2014, 2015 und 2017) und Barb Goffman (2015, 2020 und 2022), die den Preis je dreimal gewinnen konnten.
Die Gewinner des Agatha Awards in der Kategorie Beste Kurzgeschichte sind:
| Jahr | Preisträger                      | Kurzgeschichtentitel                             | Anthologie (Verlag)                                      |
| ---- | -------------------------------- | ------------------------------------------------ | -------------------------------------------------------- |
| 1988 | Robert Barnard                   | More Final Than Divorce                          | Ellery Queen’s Mystery Magazine                          |
| 1989 | Sharyn McCrumb                   | A Wee Doch and Doris                             | Mistletoe Mysteries (Mysterious Press)                   |
| 1990 | Joan Hess                        | Too Much to Bare                                 | Sisters in Crime 2 (Berkley Publishing Group)            |
| 1991 | Margaret Maron                   | Deborah’s Judgment                               | A Woman’s Eye (Delacourte Press)                         |
| 1992 | Aaron und Charlotte Elkins       | Nice Gorilla                                     | Malice Domestic 1 (Pocket Books)                         |
| 1993 | M. D. Lake                       | Kim’s Game                                       | Malice Domestic 2 (Pocket Books)                         |
| 1994 | Dorothy Cannell                  | The Family Jewels                                | Malice Domestic 3 (Pocket Books)                         |
| 1995 | Elizabeth Daniels Squire         | The Dog Who Remembered Too Much                  | Malice Domestic 4 (Pocket Books)                         |
| 1996 | Carolyn Wheat                    | Accidents Will Happen                            | Malice Domestic 5 (Pocket Books)                         |
| 1997 | M. D. Lake                       | Tea for Two                                      | Funnybones (Penguin Books)                               |
| 1998 | Barbara D’Amato                  | Of Course You Know That Chocolate Is a Vegetable | Ellery Queen’s Mystery Magazine, November 1998           |
| 1999 | Nancy Pickard                    | Out of Africa                                    | Mom, Apple Pie, and Murder (Berkley Publishing Group)    |
| 2000 | Jan Burke                        | The Man in the Civil Suit                        | Malice Domestic 9 (Avon Books)                           |
| 2001 | Katherine Hall Page              | The Would-Be-Widower                             | Malice Domestic X (Avon Books)                           |
| 2002 | Margaret Maron                   | The Dog That Didn’t Bark                         | Ellery Queen’s Mystery Magazine, Dezember 2002           |
| 2002 | Marcia Talley                    | Too Many Cooks                                   | Much Ado About Murder (Berkley Prime Crime)              |
| 2003 | Elizabeth Foxwell                | No Man’s Land                                    | Blood on Their Hands (Berkley Prime Crime)               |
| 2004 | Elaine Viets                     | Wedding Knife                                    | Chesapeake Crimes (Quiet Storm Publishing)               |
| 2005 | Marcia Talley-Chesapeake         | Driven to Distraction                            | Crimes II (Quiet Storm Publishing)                       |
| 2006 | Toni L. P. Kelner                | Sleeping with the Plush                          | Alfred Hitchcock Mystery Magazine, Mai 2006              |
| 2007 | Donna Andrews                    | A Rat’s Tale                                     | Ellery Queen’s Mystery Magazine, Sept./Okt. 2007         |
| 2008 | Dana Cameron                     | The Night Things Changed                         | Wolfsbane & Mistletoe (Hrsg.: Charlaine Harris)          |
| 2009 | Hank Phillippi Ryan              | On the House                                     | Quarry (Hrsg.: Kate Flora u. a.; Level Best Books)       |
| 2010 | Mary Jane Maffini                | So Much in Common                                | Ellery Queen’s Mystery Magazine, Sept./Okt. 2010         |
| 2011 | Dana Cameron                     | Disarming                                        | Ellery Queen’s Mystery Magazine, Juni 2011               |
| 2012 | Dana Cameron                     | Mischief in Mesopotamia                          | Ellery Queen’s Mystery Magazine, November 2012           |
| 2013 | Art Taylor                       | The Care and Feeding of House Plants             | Ellery Queen’s Mystery Magazine, März/April 2013         |
| 2014 | Art Taylor                       | The Odds Are Against Us                          | Ellery Queen’s Mystery Magazine, November 2014           |
| 2015 | Barb Goffman                     | A Year Without Santa Claus?                      | Alfred Hitchcock’s Mystery Magazine, Jan./Feb. 2015      |
| 2016 | Art Taylor                       | Parallel Play                                    | Chesapeake Crimes: Storm Warning                         |
| 2017 | Gigi Pandian                     | The Library Ghost of Tanglewood Inn              | Henery Press                                             |
| 2018 | Leslie Budewitz                  | All God’s Sparrows                               | Alfred Hitchcock Mystery Magazine                        |
| 2018 | Tara Laskowski                   | The Case of the Vanishing Professor              | Alfred Hitchcock Mystery Magazine                        |
| 2019 | Shawn Reilly Simmons             | The Last Word                                    | Malice Domestic 14: Mystery Most Edible (Wildside Press) |
| 2020 | Barb Goffman                     | Dear Emily Etiquette                             | Ellery Queen‘s Mystery Magazine, September/Oktober 2020  |
| 2021 | Shawn Reilly Simmons             | Bay of Reckoning                                 | Murder on the Beach (Destination Murders)                |
| 2022 | Barb Goffman                     | Beauty and the Beyotch                           | Sherlock Holmes Mystery Magazine, Februar 2022           |
| 2023 | Dru Ann Love, Kristopher Zgorski | Ticket to Ride                                   | Happiness Is a Warm Gun (Down & Out Books)               |
| 2024 | Barb Goffman                     | A Matter of Trust                                | Three Strikes—You're Dead (Wildside Press)               |